# Silba uniformis
Silba uniformis är en tvåvingeart som först beskrevs av Malloch 1930.  Silba uniformis ingår i släktet Silba och familjen stjärtflugor.
Artens utbredningsområde är Samoa. Inga underarter finns listade i Catalogue of Life.